# Булавинское восстание
Булавинское восстание или Восстание Булавина — казачье восстание (бунт) 1707—1708 годов в Русском царстве, названное в честь лидера К. А. Булавина.

## История
В ходе Северной войны повинности крестьян усилились, что вызвало бегство части из них на Дон в казачьи земли.
6 июля 1707 года царь Пётр I издал указ о сыске беглых в донских городках. Ответственным был назначен Ю. Долгоруков.
В сентябре Долгоруков во главе отряда прибыл в Черкасск и объявил царскую волю донскому атаману Л. Максимову.
Долгоруков начал рейд по казачьим поселениям Верхнего Дона (Бузулук, Медведица, Хопёр). 2 000 крестьян и дезертиров удалось вернуть, другая, не меньшая часть, пряталась по степям и оврагам, а в конечном счёте примкнула к отряду бахмутского сотника К. Булавина.

## Ход восстания

### Первый этап
20 октября (9 по старому стилю) 1707 года отряд К. Булавина (около 150 человек) напал и уничтожил головной отряд Ю. В. Долгорукова, ставший на ночь в Шульгинском городке (на Айдаре). По примеру Булавина донские казаки совместно с беглыми крестьянами начали нападать на солдат и убивать их. На критику казачьих старшин, что за бунтом последует карательная экспедиция, Булавин возразил объявлением похода на Москву через Воронеж и о собирании ратей с Терека и Астрахани. К этому моменту ему удалось собрать под своим началом около 2000 казаков и беглых крестьян.
Против повстанцев начал действовать донской атаман Лукьян Максимов совместно с азовским наместником Толстым, которые собрали большой отряд из лояльных царю казаков и калмыков. Киевская губерния была переведена на осадное положение. На реке Айдаре, близ городка Закотного, повстанцы Булавина встретились с лоялистами Максимова, начались переговоры и перестрелки. Однако под утро армия Булавина разбежалась. Лоялистам Максимова удалось захватить в плен 230 повстанцев, часть которых была казнена, а другая искалечена.
Сам Булавин в сопровождении 13 казаков в декабре достиг Запорожской Сечи и зазимовал в Кодаке. Оттуда атаман повстанцев слал «прелестные письма».
В Запорожской Сечи его поведение вызвало неоднозначную реакцию. Казачья верхушка выражала недовольства, но в рядах рядовых запорожцев популярность Булавина росла.

### Второй этап

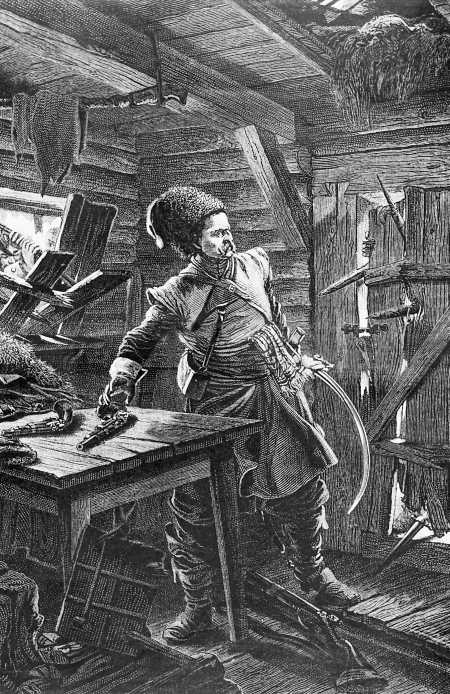
Р. Ф. Штейн. Смерть атамана донских казаков Булавина под Азовом в 1708 году.

4 апреля 1708 года Булавин и запорожский атаман Щука двинулись на восток в направлении Дона. Уклонившись от сражения с донскими лоялистами, Булавин привёл своё войско в Пристанский городок на Хопре, где казаки Хохлача встречали повстанцев как друзей.
На казачьих кругах казаки спорили о направлении своего похода. Возобладала точка зрения, которая призывала сначала покончить с казачьими старшинами в Черкасске. На Хопре под началом Булавина собралось до 20 тыс. повстанцев.
На подавление восстания из Острогожска выступила рать Степана Бахметева, которая 28 апреля разгромила один из отрядов булавинцев на реке Битюг (Битва на реке Курлак).
Тем временем 12 апреля 1708 года из армии отозван гвардии майор князь В. В. Долгоруков и назначен командующим карательными войсками.
Для операции выделены: 2 полка из Москвы, 400 драгун из Воронежа, присланные гетманом Мазепой 2 украинских полка (Полтавский и охочекомонный) «со всею бригадою слободских казаков из Ахтырского и Сумского полков» изюмского полковника Ф. В. Шидловского. Кроме того, царь предписал отправиться на Дон «дворянам и царедворцам и всем и протчих, сколько возможно сыскать в Москве конных».
Итого в распоряжении Долгорукова было около 32 тыс. человек.
Тем временем армия Булавина достигла Черкасска и 1 мая захватила его, разбив накануне лоялистов атамана Лукьяна Максимова. 6 мая сам Максимов и ряд его сторонников были казнены. Распря в среде донских казаков завершилась, а промосковская партия обезглавлена.
9 мая Булавин был избран атаманом Войска Донского. Сопротивление восставшим пытался оказать отряд калмыцкой конницы, но из-за численного превосходства булавинцев калмыки от Дона отступили к Саратову.
Свою армию повстанцы разделили на три части:
- Волжское направление против промосковских калмыков[3] возглавили отряды атаманов Игната Некрасова, Ивана Павлова, Лукьяна Хохлача (3,5 тыс. человек). 12-13 мая 1708 года они взяли Дмитриевск, 26 мая осадили Саратов, но овладеть им не смогли и двинулись на Царицын, который захватили 7 июня. Царицынский воевода Афанасий Турченинов был казнён.
- Северское направление возглавили отряды атаманов Семена Драного, Н. Голого и С. Беспалого, которые отправились на Северский Донец и Слободскую Украину и в ночь на 8 июня 1708 года на реке Уразовой (Валуйки) разгромили Сумский слободской казачий полк. Именно эта группировка повстанцев первой встретилась с превосходящей по численности (до 32 тыс. солдат) армией В. В. Долгорукова. 30 июня и 2 июля 1708 года отряды Драного и Беспалого (6,5 тыс. человек) потерпели серьёзные поражения под местечком Тор и в урочище Кривая Лука на Северском Донце. После смерти Семёна Драного северское направление возглавил Никита Голый, который к 30 июля в районе Старого Айдара собрал около 1000 человек «голудьбы», а к концу августа — 3 тыс. или больше.
- Азовское направление возглавил лично Булавин (2 тыс. человек). 6 июля начался штурм Азова, закончившийся неудачей. Воспользовавшись неудачей и опасаясь царской расправы, группа домовитых казаков составила заговор против Булавина, в результате которого 7 июля атаман был убит (по официальной версии царских властей, покончил самоубийством).

27 июля 1708 года армия Долгорукова вступила в Черкасск. Войско Донское присягнуло русскому царю, а 3 августа 40 зачинщиков восстания были преданы казни через повешение.

### Третий этап (после смерти Булавина)
После смерти Булавина руководство восстания перешло к Игнату Некрасову, который оставался в Царицыне. На казачьем круге повстанцы не пришли к общему мнению относительно своих дальнейших действий. Группа Павлова осталась в Царицыне, а Игнат Некрасов решил с пушками возвратиться на Дон.
Ко 2 августа вышедшее из Астрахани царское войско выбило Павлова из Царицына. Павловцы через Паншин городок ушли к станице Голубинской и воссоединились с некрасовцами. На соединение с некрасовцами шли остатки «северской группировки» во главе с Никитой Голым.
8 августа навстречу Некрасову вышло царское войско из Черкасска. Царские войска в конце августа разбили повстанцев у Есаулова городка (на берегу Дона между Цимлянской и Голубинской), после чего Игнат Некрасов увёл 2000 своих сторонников на принадлежащую крымским ханам Кубань (некрасовцы).
Осенью 1708 года, после ухода некрасовцев на Кубань, сопротивление царским войскам продолжала оказывать группировка Никиты Голого, действующая в степях между Пристанским городком и Донецким городком, располагавшимся в устье Сухого Донца. 26 октября царские войска взяли Донецкий городок и учинили расправу над засевшими там повстанцами.
К 4 ноября в районе города Решетовский армия Голого была разгромлена.

## Итоги
Булавинское восстание было жестко подавлено: не менее 8 донских станиц (городки) были уничтожены полностью, часть земель (прежде всего — по Северскому Донцу) была отобрана у Донского войска, беглые возвращены владельцам. Дон потерял былую независимость и до трети своего населения.
Одновременно с Булавинским восстанием и в 1709—1710 годах происходили крестьянские волнения во многих уездах.
Участие запорожских и слободских казаков в подавлении Булавинского восстания надолго осложнило их отношения с донскими казаками.
Некрасовцы, ушедшие на Кубань, в 1740 году, спасаясь от царских войск, переселились в Османскую империю (область Добруджа и дельта Дуная на территории современной Румынии). На чужбине они сохраняли свой язык, обычаи и одежду. Их потомки составляют часть современных липован. В 1962 году большая группа потомков булавинцев вернулась в СССР и была поселена в Левокумском районе Ставропольского края.